# Adam Abraham von Gaffron
Adam Abraham von Gaffron (begravet 23. juni 1738) var en dansk officer.
Han var søn af en protestantisk schlesisk adelsmand, Maximilian von Gaffron, der i Trediveårskrigen havde været svensk officer, og Elisabeth von Lehst. For ikke at blive tvunget til at gå over til katolicismen afstod Abraham von Gaffron, så snart han blev voksen, sit fædrenegods Haltauf ved Münsterberg til sin eneste søster og drog til Danmark, hvor han trådte ind i Fodgarden og 1683 blev fændrik; han fulgte med hjælpetropperne til Irland og Nederlandene, blev 1690 sekond-, 1692 premierløjtnant og 1696 kaptajn. Ved Grenaderkorpsets oprettelse 1701 blev han major ved dette, 1706 oberst af infanteriet og 1707 chef for et dansk regiment i kejserlig tjeneste, hvilket han dog snart byttede for Marineregimentet; i spidsen for dette blev han såret ved Helsingborg 1710. Samme år fik han efter Valentin von Eickstedt kommandoen over Grenaderkorpset, blev 1712 generalmajor og viste sig ligeledes under de påfølgende års felttog i Nordtyskland som en tapper og dygtig fører.
Senere, da krigsskuepladsen var forlagt til Norge, og der til forstærkning af den egentlige norske hær i sommeren 1717 afsendtes et dansk korps, hørte Gaffron til dette. Han fik med en ret betydelig styrke den opgave ved Glommen at bevogte adgangen fra Sverige til oplandene. Efter Carl XII's fald blev han ad Østerdalen dirigeret mod Røros for at spærre Carl Gustaf Armfeldts korps hjemvejen til Sverige; Armfeldt søgte derfor tilbage over Tydalsfjeldet, hvor hans hær som bekendt gik til grunde under et 3 dages uvejr. I sommeren 1719 var Gaffron så ansat ved overkommandoen over det såkaldte Smålenske Korps, der rykkede ind i Båhus Len, og efter dette kortvarige felttog vendte Gaffron med de danske regimenter hjem til Danmark uden i de 2 år, han havde: ført kommando i Norge, at have haft et alvorligt sammenstød med fjenden. 1720 blev han kommandant i Nyborg, hvor han stod i et godt forhold til borgerskabet, udnævntes til generalløjtnant 1734, Februari 1734 Ridder af Dannebrogordenen og døde 1738 (begravet 23. juni).
1705 havde han ægtet Christiane Charlotte Trolle, datter af etatsråd Herluf Trolle til Snedinge. Gaffrons 2 sønner blev danske officerer; den ene døde ung, den anden arvede slægtens gamle godser i Schlesien, hvor hans efterkommere endnu lever.